# Sadanoyama Shinmatsu

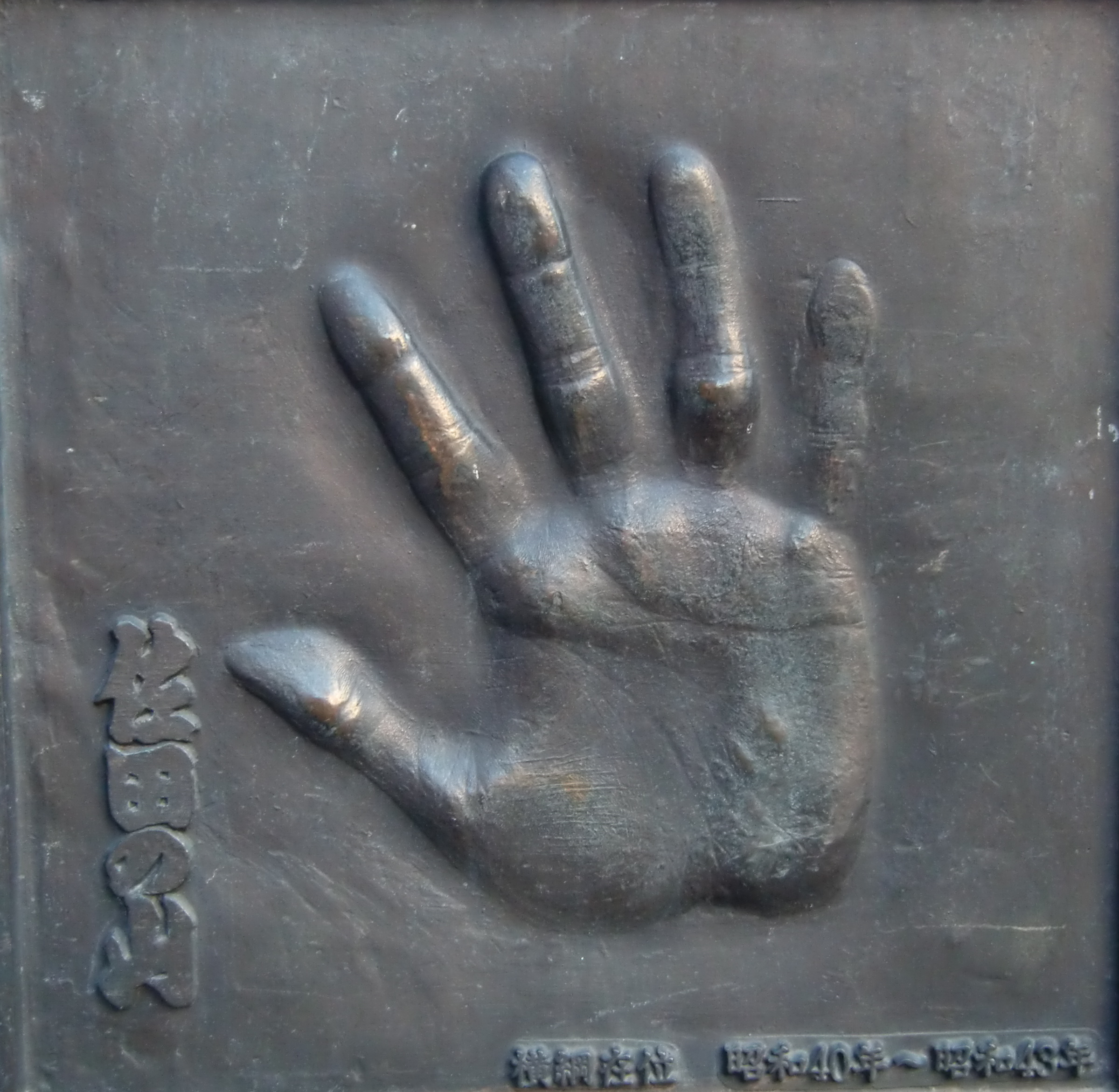
Sadanoyama Shinmatsu handprint

Sadanoyama Shinmatsu (jap. 佐田の山 晋松, eigentlich Ichikawa Shinmatsu (市川 晋松); * 18. Februar 1938 im heutigen Shinkamigoto in der Präfektur Nagasaki; † 27. April 2017 in Tokio) war ein japanischer Sumōringer. Er war der 50. Yokozuna und später Vorsitzender des japanischen Sumōverbands.

## Leben
Sadanoyama war ein Kämpfer des renommierten Ringerstalls Dewanoumi-Beya. 1956 trat er zum ersten Mal als Ringer auf und nahm 1961 an seinem ersten Makuuchi-Turnier teil. Im Mai des Jahres erstritt er bereits einen Turniersieg, im März 1962 einen weiteren, so dass er bereits nach relativ kurzer Zeit in der höchsten Liga in den Rang eines Ōzeki befördert wurde, den er siebzehn Turniere lang führte. In der ersten Hälfte 1965 brachten ihm 39 gewonnene Kämpfe in drei Turnieren zwei Yusho (Turniersiege) ein und die Ernennung zum Yokozuna.
Der Aufstieg Sadanoyamas in einer Zeit, die von der Konkurrenz durch große Ringer wie Taiho und Kashiwado geprägt war, kann ihm als bemerkenswerte Leistung angerechnet werden. Jedoch konnte sich Sadanoyama niemals so recht aus deren Schatten lösen. Um den Jahreswechsel 1967/68 gewann er weitere zwei Turniere, trat kurz darauf aber überraschend zurück.
Nach dem Ende seiner Sportlerkarriere übernahm Sadanoyama die Leitung des Dewanoumi-Beya von seinem Stallmeister, der mittlerweile auch sein Schwiegervater geworden war und sich auf seine Aufgabe als Vorsitzender (Rijicho) des Sumōverbands konzentrieren wollte. Als er selbst 1992 dieses Amt antrat, tauschte er auf ähnliche Weise seinen Anteil mit dem damaligen Sakaigawa Oyakata und übertrug damit diesem den Posten des Stallmeisters bei Dewanoumi. 1998 bewarb er sich nicht mehr um eine Wiederwahl, da er mit den anderen leitenden Funktionären Differenzen über die Ausrichtung des Verbands hatte. Kurz vor seinem Ruhestand tauschte er 2003 den Sakaigawa-Anteil mit dem Stallmeister des Nakadachi-Beya.

## Dies und Das
1967 hatte Sadanoyama eine kurze Sprechrolle im Film James Bond 007 – Man lebt nur zweimal, in dem auch andere bekannte Ringer dieser Zeit zu sehen sind.